# Escafocefalia
La escafocefalia es la fusión prematura de la sutura sagital del cráneo. La sutura sagital une los dos huesos parietales del cráneo. Es la más común de las sinostosis craneales, alrededor del 50%, y se caracteriza por una cabeza larga y estrecha en forma de cuña.
Existe una variante denominada escafocefalia posicional, que produce una deformación craneal no sinostósica. Describe una cabeza larga y estrecha desde una vista superior. Esta deformación es común en niños prematuros. Como malformación congénita del cráneo (cierre prematuro de la sutura sagital con restricción del crecimiento lateral de la cabeza, con un índice cefálico igual o menor a 75, asociada habitualmente a retraso mental) se denomina también "dolicocefalia". No debe confundirse con la condición del dolicocéfalo, una conformación normal del cráneo.